# Liste des espèces de poissons inscrites à l'Annexe II de la CITES
La liste suivante recense les espèces vulnérables de poissons inscrites à l'Annexe II de la CITES.
Sauf mention contraire, l'inscription à l'Annexe d'une espèce inclut l'ensemble de ses sous-espèces et de ses populations.

## Liste[1]
- Famille des Carcharhinidae :
  - Carcharhinus falciformis
  - Carcharhinus longimanus

- Famille des Sphyrnidae :
  - Sphyrna lewini
  - Sphyrna mokarran
  - Sphyrna zygaena

- Famille des Alopiidae :
  - Alopias spp.

- Famille des Cetorhinidae :
  - Cetorhinus maximus

- Famille des Lamnidae :
  - Carcharodon carcharias
  - Isurus oxyrinchus
  - Isurus paucus
  - Lamna nasus

- Famille des Myliobatidae :
  - Manta spp.
  - Mobula spp.

- Famille des Rhincodontidae :
  - Rhincodon typus

- Famille des Glaucostegidae :
  - Glaucostegus spp.

- Famille des Rhinidae :
  - Rhinidae spp.

- Ordre des Acipenseriformes :
  - Acipenseriformes spp. (sauf les espèces inscrites à l'Annexe I)

- Famille des Cyprinidae :
  - Caecobarbus geertsii

- Famille des Osteoglossidae :
  - Arapaima gigas

- Famille des Labridae :
  - Cheilinus undulatus

- Famille des Pomacanthidae :
  - Holacanthus clarionensis

- Famille des Syngnathidae :
  - Hippocampus spp.

- Famille des Neoceratodontidae :
  - Neoceratodus forsteri